# 블라디미르 바이라모프
블라디미르 카라자예비치 바이라모프(투르크멘어: Wladimir Karajaýewiç Baýramow, 러시아어: Влади́мир Караджа́евич Байра́мов, 1980년 8월 2일 ~ )는 투르크메니스탄의 전 축구 선수이자 현 축구 지도자로 현재 요카리 리가의 FK 아르카다그 감독직을 맡고 있으며 투르크메니스탄 대표팀 내 역대 국제 A매치 최다 득점자이다.

## 클럽 경력
투르크메니스탄의 수도 아시가바트 출생으로 1998년 쾨페트다그 아시가바트에서 프로 생활을 시작한 뒤 1999 시즌에는 카자흐스탄 프리미어리그의 FC 제니스 소속으로 21경기 6골을 터뜨리며 팀의 리그 4위의 성적에 일조했다.
그리고 2000 시즌에는 같은 카자흐스탄 프리미어리그 소속팀인 FC 키질자르 소속으로 24경기 7골의 준수한 성적을 올리며 팀의 리그 준우승에 기여했고 이듬해인 2001 시즌에는 니사 아시가바트를 거쳐 러시아 퍼스트 리그의 크리스탈 스몰렌스크에서 활동했으나 15경기 1골에 그쳤다.
그 후 2002 시즌에는 같은 러시아 퍼스트 리그의 예니세이 크라스노야르스크로 이적했지만 역시 20경기 1골에 머물렀고 이듬해인 2003 시즌 러시아 프리미어리그의 루빈 카잔으로 이적한 이후 러시아 퍼스트 리그의 아흐마트 그로즈니로 임대 이적하여 공식전 21경기 8골을 터뜨리며 리그 4위, 2003-04 시즌 러시아 컵 우승에 기여했다.
2003 시즌 후 루빈 카잔으로 복귀하여 2007 시즌까지 공식전 94경기 16골을 터뜨리며 2005 시즌 리그 4위의 성적을 이끌었고 이듬해 무렵 같은 러시아 프리미어리그의 FC 힘키로 이적했으나 공식전 16경기 무득점에 그치면서 2009 시즌 카자흐스탄 프리미어리그의 FC 토볼로 임대 이적한 뒤 22경기 20골을 터뜨리며 팀의 리그 4위, 2010-11년 UEFA 유로파리그 예선 라운드 진출을 이끌었다.
이후 FC 카이라트를 거쳐 자국 리그인 요카리 리가의 아할 FK와 네비치 FT 등에서 활동하며 아할의 2012 시즌 리그 4위, 네비치의 2013년 AFC 프레지던트컵 우승에 힘을 실어준 후 2013 시즌을 끝으로 15년간의 현역 생활을 마무리했다.

## 국가대표팀 경력
국제 A매치 데뷔전이자 공식 국제 대회 데뷔전인 예멘과의 2000년 AFC 아시안컵 예선 5조 2차전에서 투르크메니스탄 A대표팀에서의 첫 골을 신고하는 등 이 대회에서만 무려 5골을 터뜨리며 팀의 조 2위의 호성적을 이끌었다.
그 후 2004년 AFC 아시안컵 예선 6경기에서 2골을 터뜨리며 투르크메니스탄 축구 역사상 첫 메이저 대회 본선 진출을 이끈 뒤 중국에서 열린 2004년 AFC 아시안컵 본선 엔트리에도 발탁되며 생애 첫 메이저 대회 본선 무대를 밟았다.
이후 2014년 AFC 챌린지컵 예선 2경기에서 2골을 기록하며 투르크메니스탄의 4회 연속 AFC 챌린지컵 본선 진출을 이끌었으며 필리핀과의 E조 최종전을 끝으로 13년간 A매치 통산 35경기 16골을 기록한 뒤 대표팀 유니폼을 반납했다.

## 지도자 경력
선수 은퇴 후 러시아 카잔의 바키토프스키 지역 유스 스포츠 스쿨에서 지도자 커리어를 시작했고 2023년 11월 자국 리그의 FK 아르카다그 사령탑으로 부임한 이후 1달만에 창단 첫 리그 우승 및 아시아 클럽 대항전 첫 진출(2024-25년 AFC 챌린지리그) 그리고 2023 시즌 투르크메니스탄컵 우승 등을 이끌었으며 2024 시즌에서도 투르크멘 슈퍼컵 우승, 리그 2연패, 투르크멘컵 2연패 달성을 이끌었다.

## 대회 성적

### 클럽 (선수)
FC 제니스
- 카자흐스탄 프리미어리그 : 4위 (1999)

 FC 키질자르
- 카자흐스탄 프리미어리그 : 준우승 (2000)

 아흐마트 그로즈니
- 러시아 프리미어리그 : 4위 (2003)
- 러시아 컵 : 우승 (2003-04)

 루빈 카잔
- 러시아 프리미어리그 : 4위 (2005)

 FC 토볼
- 카자흐스탄 프리미어리그 : 4위 (2009)

네비치 FT
- 요카리 리가 : 4위 (2013)
- AFC 챌린지리그 : 우승 (2013)

### 클럽 (지도자)
FK 아르카다그
- 요카리 리가 : 우승 (2023, 2024)
- 투르크메니스탄컵 : 우승 (2023, 2024)
- 투르크메니스탄 슈퍼컵 : 우승 (2024)